# Aore
Aore is een eiland in Vanuatu. Het is 50 vierkante kilometer groot.
De volgende zoogdieren komen er voor:
- Wild zwijn (Sus scrofa) (geïntroduceerd)
- Pteropus anetianus
- Tongavleerhond (Pteropus tonganus) (onzeker)
- Aselliscus tricuspidatus
- Hipposideros cervinus
- Miniopterus australis
- Miniopterus macrocneme
- Myotis adversus